# Malabimba
Malabimba è un film horror erotico/pornografico del 1979 diretto da Andrea Bianchi con lo pseudonimo Andrew White.
La pellicola, che appartiene al filone horror-sexy del regista italiano e di cui esiste anche una versione con alcuni inserti pornografici estranei al materiale girato dalla troupe, è caratterizzata da frequenti riferimenti al satanismo.

## Trama
Nel castello di una facoltosa famiglia viene rievocato, durante una seduta spiritica, lo spirito di Lucrezia, una antenata della casata. Lo spirito di Lucrezia tenta, nella stessa notte, di impossessarsi dell'anima di suor Sofia, la quale vive da tempo nel castello per prendersi cura del paralitico Adolfo, proprietario del castello assieme al fratello Andrea e marito di Nais. Non riuscendovi si impossessa dunque dell'anima dell'adolescente Bimba, figlia di Andrea, che fino ad allora aveva trascorso una vita molto ritirata e riservata.
Nei giorni successivi il comportamento di Bimba muta radicalmente, a causa dell'influsso malefico dell'anima di Lucrezia; più volte, ella, inconsciamente, mette in luce i vizi sessuali e perversi dei componenti della propria famiglia, in particolar modo della nonna e della zia Nais, e sottolinea la vita lussuriosa e depravata che si conduce all'interno del castello. La ragazza non solo si dà a pratiche di autoerotismo sfrenate ma arriva anche a provocare la morte per infarto dello zio infermo praticandogli una fellatio. I componenti della famiglia, preoccupati, affidano la ragazzina alle cure di suor Sofia. Il rapporto tra Bimba e suor Sofia diventa, a poco a poco, sempre più confidenziale e fra le due nasce un'affettuosa amicizia.
Ma in realtà Bimba, soggiogata dall'anima di Lucrezia, tenta di adescare sessualmente la povera suora che, pur ribellandosi, non riesce a resistere. Alla fine Bimba e suor Sofia hanno un rapporto sessuale e Lucrezia riesce a impossessarsi del corpo della suora. Bimba a questo punto è salva, ma suor Sofia, sconvolta per aver ceduto alla tentazione, decide di suicidarsi.

## Produzione
Il film fu prodotto da Gabriele Crisanti, poi produttore de Le notti del terrore, diretto anch'esso da Andrea Bianchi, La bimba di Satana, diretto da Mario Bianchi e Patrick vive ancora, diretto da Mario Landi. Le riprese vennero effettuate nel Castello Piccolomini di Balsorano. Fu l'unico film interpretato dall'allora diciannovenne francese Katell Laennec.
Il copione di Malabimba venne scritto da Piero Regnoli, le cui sceneggiature degli anni settanta indugiavano spesso in aspetti morbosi e nell'erotismo più spinto. Mariangela Giordano ricordò che il film fu girato nel marzo 1979 in dodici giorni circa, lavorando «notte e giorno anche nei weekend»; dichiarò anche di essersi ammalata sul set durante la lavorazione ma che il produttore, il fidanzato Gabriele Crisanti, non aveva una copertura assicurativa per la produzione sicché non poté andare all'ospedale fino al termine delle riprese.

## Colonna sonora
Nei titoli di coda le musiche vengono accreditate ad Elsio Mancuso e Berto Pisano ma in realtà si tratta di brani del solo Pisano, interamente riciclati dalla colonna sonora originale del film La morte ha sorriso all'assassino di Aristide Massaccesi del 1973.

## Distribuzione
La versione iniziale del film, sottoposta alla commissione di censura, aveva una durata di 84 minuti e 45 secondi ma in realtà a essere distribuita più diffusamente fu una versione più lunga con l'inclusione di spezzoni pornografici: nello specifico, fece scalpore una scena – con inserti hardcore a simulare delle inquadrature del particolare della sua bocca – nella quale il personaggio protagonista esegue una fellatio al personaggio dello zio Adolfo. Il direttore della fotografia Franco Villa negò di aver girato scene pornografiche per il film, dichiarando che quanto veniva mostrato nei cinema non era opera sua. Il film uscì nelle sale italiane il 22 settembre 1979.

### Edizioni home video
Non esiste una versione italiana del film in formato DVD-Video; tuttavia è presente sul mercato una doppia edizione statunitense con audio italiano, contenente le due versioni del film (quella soft e quella hard).

## Accoglienza
La pellicola si inserisce nel filone dei film degli anni settanta influenzati da film quali L'esorcista di William Friedkin, come anche dalle pellicole del gotico all'italiana degli anni sessanta. Lo storico cinematografico Roberto Curti fece notare come i film del genere gotico nostrano, a partire dal 1979, si ibridarono con elementi di carattere erotico o softcore che in genere presero il sopravvento sulla narrativa e sulla linearità della trama.